# Plainville (Eure)
Pour les articles homonymes, voir Plainville.
Plainville est une commune française située dans le département de l'Eure, en région Normandie.

## Géographie
Plainville se situe à l'Ouest du département de l'Eure dans le Lieuvin et le canton de Bernay.

### Communes limitrophes
Les villages bordant Plainville sont Saint-Vincent-du-Boulay au nord, Saint-Martin-du-Tilleul au nord-est/est, Caorches-Saint-Nicolas au sud-est, Saint-Victor-de-Chrétienville au sud, Capelles-les-Grands au sud-ouest et Saint-Mards-de Fresne à l'ouest.
|                       | Saint-Vincent-du-Boulay       | Saint-Martin-du-Tilleul |
| Saint-Mards-de-Fresne | Plainville                    |                         |
| Capelle-les-Grands    | Saint-Victor-de-Chrétienville | Caorches-Saint-Nicolas  |

Le village est composé de plusieurs hameaux, lieux-dits et triages : le triage du Bois d'Aufresne, le Tourmesnil, la Héberdiere, le Village, le Vast, les Épines, le Château, le Lieu de Bas, la Vassourie, la Londe et le Bosc-Ricard.

### Voies de communication et transports

#### Transport ferroviaire

##### La ligne Paris-Cherbourg
Depuis 1855, Plainville est traversée en son milieu par la ligne Paris-Cherbourg.

##### La ligne Bernay-Cormeilles
De 1905 à 1934, Plainville est desservie par une ligne à voie unique reliant Bernay à Cormeilles, longeant la limite nord/nord-est de Plainville (entre Tourmesnil et La Croix Blanche (Saint-Vincent-du-Boulay) avant de suivre l'actuelle RD 22. La desserte est assurée au moyen d'une petite gare installée aux abords de cette limite. Ce projet de gare fut défendu devant le conseil général de l'Eure par le conseiller du canton de Brionne Arthur Join-Lambert.

### Hydrographie
La commune est située dans le bassin Seine-Normandie. Elle n'est drainée par aucun cours d'eau,.

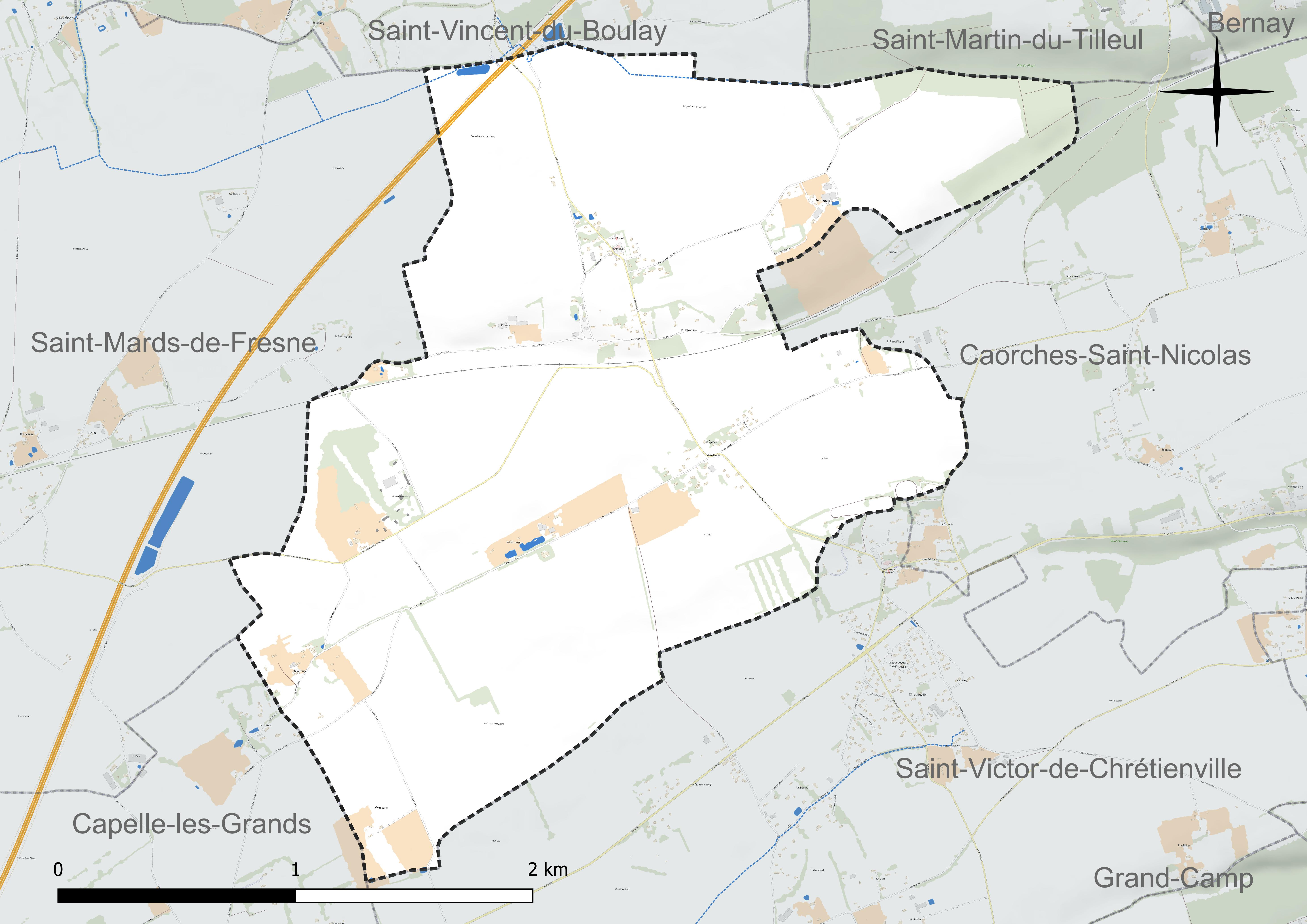
Réseau hydrographique de Plainville.

### Climat
Pour des articles plus généraux, voir Climat de la Normandie et Climat de l'Eure.
En 2010, le climat de la commune est de type climat océanique dégradé des plaines du Centre et du Nord, selon une étude du CNRS s'appuyant sur une série de données couvrant la période 1971-2000. En 2020, Météo-France publie une typologie des climats de la France métropolitaine dans laquelle la commune est exposée à un climat océanique et est dans la région climatique  Côtes de la Manche orientale, caractérisée par un faible ensoleillement (1 550 h/an) ; forte humidité de l’air (plus de 20 h/jour avec humidité relative > 80 % en hiver), vents forts fréquents. Parallèlement le GIEC normand, un groupe régional d’experts sur le climat, différencie quant à lui, dans une étude de 2020, trois grands types de climats pour la région Normandie, nuancés à une échelle plus fine par les facteurs géographiques locaux. La commune est, selon ce zonage, exposée à un « climat contrasté des collines », correspondant au Pays d’Auge, Lieuvin et Roumois, moins directement soumis aux flux océaniques et connaissant toutefois des précipitations assez marquées en raison des reliefs collinaires qui favorisent leur formation.
Pour la période 1971-2000, la température annuelle moyenne est de 10,1 °C, avec  une amplitude thermique annuelle de 13,6 °C. Le cumul annuel moyen de précipitations est de 852 mm, avec 12,8 jours de précipitations en janvier et 8,5 jours en juillet. Pour la période 1991-2020, la température moyenne annuelle observée sur la station météorologique la plus proche, située sur la commune de Bernay à 7 km à vol d'oiseau, est de 10,9 °C et le cumul annuel moyen de précipitations est de 666,9 mm,. Pour l'avenir, les paramètres climatiques de la commune estimés pour 2050 selon différents scénarios d’émission de gaz à effet de serre sont consultables sur un site dédié publié par Météo-France en novembre 2022.

## Urbanisme

### Typologie
Au 1er janvier 2024, Plainville est catégorisée commune rurale à habitat dispersé, selon la nouvelle grille communale de densité à 7 niveaux définie par l'Insee en 2022.
Elle est située hors unité urbaine. Par ailleurs la commune fait partie de l'aire d'attraction de Bernay, dont elle est une commune de la couronne,. Cette aire, qui regroupe 36 communes, est catégorisée dans les aires de moins de 50 000 habitants,.

### Occupation des sols
L'occupation des sols de la commune, telle qu'elle ressort de la base de données européenne d’occupation biophysique des sols Corine Land Cover (CLC), est marquée par l'importance des territoires agricoles (97,1 % en 2018), une proportion identique à celle de 1990 (97,1 %). La répartition détaillée en 2018 est la suivante : 
terres arables (85,9 %), prairies (6,5 %), zones agricoles hétérogènes (4,6 %), forêts (2,9 %). L'évolution de l’occupation des sols de la commune et de ses infrastructures peut être observée sur les différentes représentations cartographiques du territoire : la carte de Cassini (XVIIIe siècle), la carte d'état-major (1820-1866) et les cartes ou photos aériennes de l'IGN pour la période actuelle (1950 à aujourd'hui).

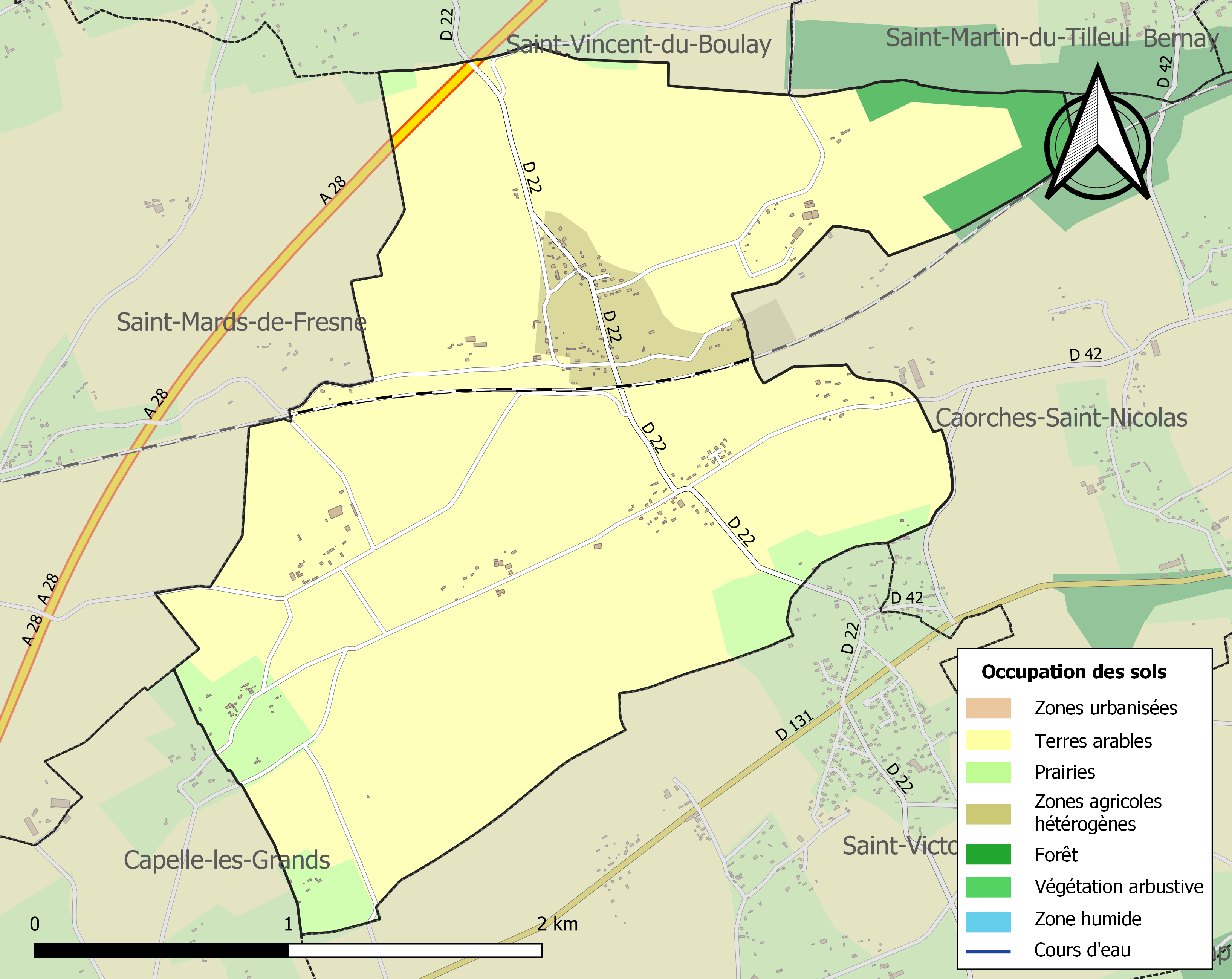
Carte des infrastructures et de l'occupation des sols de la commune en 2018 (CLC).

## Toponymie
Il est fait mention de Plainville à partir du XIIe siècle sous la formes latinisée Peleavilla (cartulaire de Lyre). Au XVe siècle, on trouve le nom de Pelleville et Tortmesnil dans les archives du notariat de Bernay, puis Plainville-Tour-Menil jusqu'au début du XIXe siècle. Le Tourmesnil est aujourd'hui un hameau de la commune.
Il s'agit d'une formation toponymique médiévale en -ville, appellatif issu du gallo-roman VILLA « domaine rural ». L'interprétation du premier élément Plain- pose problème et a divisé les toponymistes.
- Albert Dauzat et Charles Rostaing ont vu dans le premier élément un nom de personne germanique Pellin[19]. En effet, la plupart des toponymes en -ville sont formés avec un anthroponyme. Cependant, la forme la plus ancienne, qu'ils ne devaient pas connaître, ainsi que celles des autres Plainville s'opposent à cette interprétation.
- François de Beaurepaire se fonde sur les formes anciennes et propose la traduction « ville pelée » en référence à une terre peu fertile. Cette proposition a l'avantage de correspondre aux formes anciennes des différents Plainville. En outre, même si cette interprétation semble a priori obscure, elle est confortée par quelques toponymes en -ville se référant à la nature du sol du domaine rural, de manière dépréciative ou positive. Ainsi, trouvait-on jadis en Seine-Maritime, Merdeuseville, aujourd'hui Belleville-en-Caux[20] et dans la Manche, Merdosavilla au XIIe siècle aujourd'hui La Bonneville[21]. Inversement, Richeville se réfère probablement à la fertilité de la terre ou à la richesse domaine rural. Il existe aussi un type Grigneuseville (Seine-Maritime), Grenieuseville (Eure) dont le premier élément représente l'ancien français grignos « triste »[22]. Ces formations toponymiques sont toutes composées à partir d'un adjectif roman.
- René Lepelley reprend la proposition du précédent.

## Histoire

### Les origines
Dans l'Antiquité, Plainville est située sur une portion de terres dépendant initialement des Lexoviens (peuple gaulois occupant un territoire situé approximativement entre la Manche, la Touques, la Charentonne et la Risle soit le territoire de l'ancien grand Lieuvin décomposé aujourd'hui en pays d'Auge (essentiellement Calvados et Orne) et l'actuel Lieuvin (Eure).
À partir du XIIIe siècle, on possède davantage d'informations sur la paroisse actuelle. Ainsi, l'église gothique fut-elle édifiée durant ce siècle et c'est à cette période que l'on retrouve plusieurs premiers écrits traitant de chartes et donations concernant le fief de Plainville et les environs et impliquant les seigneurs ou le curé.

### Les familles seigneuriales de Plainville
Au cours de l'histoire du village, au moins deux grandes familles seigneuriales sont répertoriées et citées fréquemment dans différents textes et ouvrages, il s'agit de la famille Néel et de la famille du Bosc-Henry. Cependant, quelque traces écrites montrent l'existence d'une famille de Pelville entre le XIIIe et le XVe siècle.
- La famille de Pelville

Seules quelques traces écrites concernent cette famille. Ainsi l'on retrouve deux actes mentionnant pour le premier la présence d'un certain Cardot de Pelville lors d'une charte de Gilbert du Val et pour le deuxième la présence de Richard de Pelville pour une charte en faveur  de Saint-Nicolas à Capelle-les-Grands.
- La famille Néel

Plus de membres de cette famille sont mentionnés dans les écrits disponibles. Le premier se prénomme Antoine, il est seigneur de Plainville à partir de 1463. Il présentera son fils lors de la montre de Beaumont de 1470. Saturnin Néel possède le fief au début du XVIIe siècle ; et serait ainsi le dernier Néel qui possédera le fief.
- La famille du Bosc-Henry

On trouve ici la famille qui aura sans doute eu le plus d'importance pour la commune de Plainville. Le premier de la lignée fut Jean du Bosc-Henry qui a rendu hommage au fief de Plainville en 1577, celui-ci fut aussi baron de Drucourt (ces enfants reprendront la seigneurie de ce village par la suite). Son frère Philbert (ce nom apparait dans les recherches de généalogie mais le nom de Philippe apparait dans certaines œuvres,) reprit probablement la seigneurie à sa suite et sa descendance en garda la possession. Cela commença par son fils Robert, il ne posséda sûrement pas longtemps le fief étant donné qu'il mourut en 1648 seulement 3 ans après Philbert (1645). Son fils Jean-Baptiste, né en 1647, dut reprendre la seigneurie dès qu'il en fut d'âge avant de mourir en 1684. François, né en 1675 fut son héritier et ne dut passer le flambeau que très tard étant donné qu'il ne mourra qu'à l'âge de 92 ans soit en 1767.
Enfin la dernière génération de seigneurs de la famille fut plus abstraite, Esprit-Jean-Baptiste qui était communément appelé chevalier de Plainville, capitaine du régiment de Monaco et a qui l'on doit probablement la construction du château actuel (daté de 1754), mourut assassiné et jeté dans la Seine à Ambourville en 1768. Lors du dépôt de ses bans de mariage en 1752 avec Marguerite Suzanne De Ragayne De Tallonay, il est décrit comme seigneur de Plainville, son père lui laissa donc probablement le fief bien avant sa mort. Cependant entre 1768 et la Révolution, il n'y a pas de trace d'un réel seigneur, Esprit-Jean-Baptiste n'ayant pas eu de fils, c'est probablement un de ses deux frères (certainement Jacques Hubert) qui dut reprendre la seigneurie.

## Politique et administration
| Période                                  | Période   | Identité                 | Étiquette | Qualité        |
| ---------------------------------------- | --------- | ------------------------ | --------- | -------------- |
| -                                        | 1798      | Jean Tasdhomme (père)    |           | Agent communal |
| 1798                                     | 1800      | François Voniey          |           |                |
| 1800                                     | 1811      | Jean Tasdhomme (fils)    |           |                |
| 1811                                     | 1829      | Charles Hourdet          |           |                |
| 1829                                     | 1835      | Nicolas-Jacques Gueroult |           |                |
| 1835                                     | 1840      | Jean-Victor Desménages   |           | Cultivateur    |
| 1840                                     | 1848      | Ferdinand Haitte         |           |                |
| 1848                                     | 1850      | Jean-Victor Desménages   |           | Cultivateur    |
| 1850                                     | 1870      | Louis-Ernest Hubert      |           | Propriétaire   |
| 1870                                     | 1888      | Théodule Laplanche       |           | Cultivateur    |
| 1888                                     | 1912      | François Petit           |           | Cultivateur    |
| 1912                                     | 1918      | Constant Bréavoine       |           | Cultivateur    |
| 1929                                     | 1964      | Marcel Mabire            |           | Cultivateur    |
| 1965                                     | 1977      | Gaston Anne              |           |                |
| 1977                                     | mars 2008 | Michel Bouckaert         | DVD       | Cultivateur    |
| mars 2008                                | En cours  | Jean-Louis Vila          | DVD       | Retraité       |
| Les données manquantes sont à compléter. |           |                          |           |                |

## Démographie
L'évolution du nombre d'habitants est connue à travers les recensements de la population effectués dans la commune depuis 1793. Pour les communes de moins de 10 000 habitants, une enquête de recensement portant sur toute la population est réalisée tous les cinq ans, les populations de référence des années intermédiaires étant quant à elles estimées par interpolation ou extrapolation. Pour la commune, le premier recensement exhaustif entrant dans le cadre du nouveau dispositif a été réalisé en 2004.

En 2022, la commune comptait 206 habitants, en évolution de +8,42 % par rapport à 2016 (Eure : −0,25 %, France hors Mayotte : +2,11 %).
| 1793 | 1800 | 1806 | 1821 | 1831 | 1836 | 1841 | 1846 | 1851 |
| ---- | ---- | ---- | ---- | ---- | ---- | ---- | ---- | ---- |
| 331  | 327  | 331  | 403  | 360  | 326  | 326  | 515  | 278  |

| 1856 | 1861 | 1866 | 1872 | 1876 | 1881 | 1886 | 1891 | 1896 |
| ---- | ---- | ---- | ---- | ---- | ---- | ---- | ---- | ---- |
| 260  | 274  | 215  | 228  | 225  | 200  | 192  | 186  | 162  |

| 1901 | 1906 | 1911 | 1921 | 1926 | 1931 | 1936 | 1946 | 1954 |
| ---- | ---- | ---- | ---- | ---- | ---- | ---- | ---- | ---- |
| 178  | 173  | 166  | 142  | 153  | 153  | 171  | 150  | 134  |

| 1962 | 1968 | 1975 | 1982 | 1990 | 1999 | 2004 | 2006 | 2009 |
| ---- | ---- | ---- | ---- | ---- | ---- | ---- | ---- | ---- |
| 140  | 146  | 129  | 166  | 171  | 205  | 189  | 185  | 192  |

| 2014 | 2019 | 2022 | - | - | - | - | - | - |
| ---- | ---- | ---- | - | - | - | - | - | - |
| 189  | 205  | 206  | - | - | - | - | - | - |

## Culture locale et patrimoine

### Lieux et monuments
La commune de Plainville compte un édifice classé au titre des monuments historiques :
- l'église Saint-Saturnin (XIIIe, XVIe et XVIIIe),  Classé MH (1886)[31]. La nef et le portail date du XIIIe siècle. La charpente de la nef fait l'objet d'une reconstruction au XVIe siècle. Les fenêtres du chœur sont du XVIIIe siècle. Enfin, la croix monumentale porte la date 1763[32].

Par ailleurs, plusieurs autres édifices sont inscrits à l'inventaire général du patrimoine culturel :
- un château du milieu du XVIIIe siècle[33]. Ce château a été bâti en 1754 d'après A. Leprevost. Le fronton porte la date 1761 ;
- six fermes : une du XVIe siècle au lieu-dit le Val-Auger[34], deux du XVIIe siècle au lieu-dit Tourmesnil[35] et au lieu-dit le Lieu de Bas[34], une du XVIIIe siècle au lieu-dit la Héberdière[36], une des XVIIIe et XIXe siècles au lieu-dit le Bosc-Ricard[37] et enfin, une du XIXe siècle au lieu-dit la Vassourie[38].

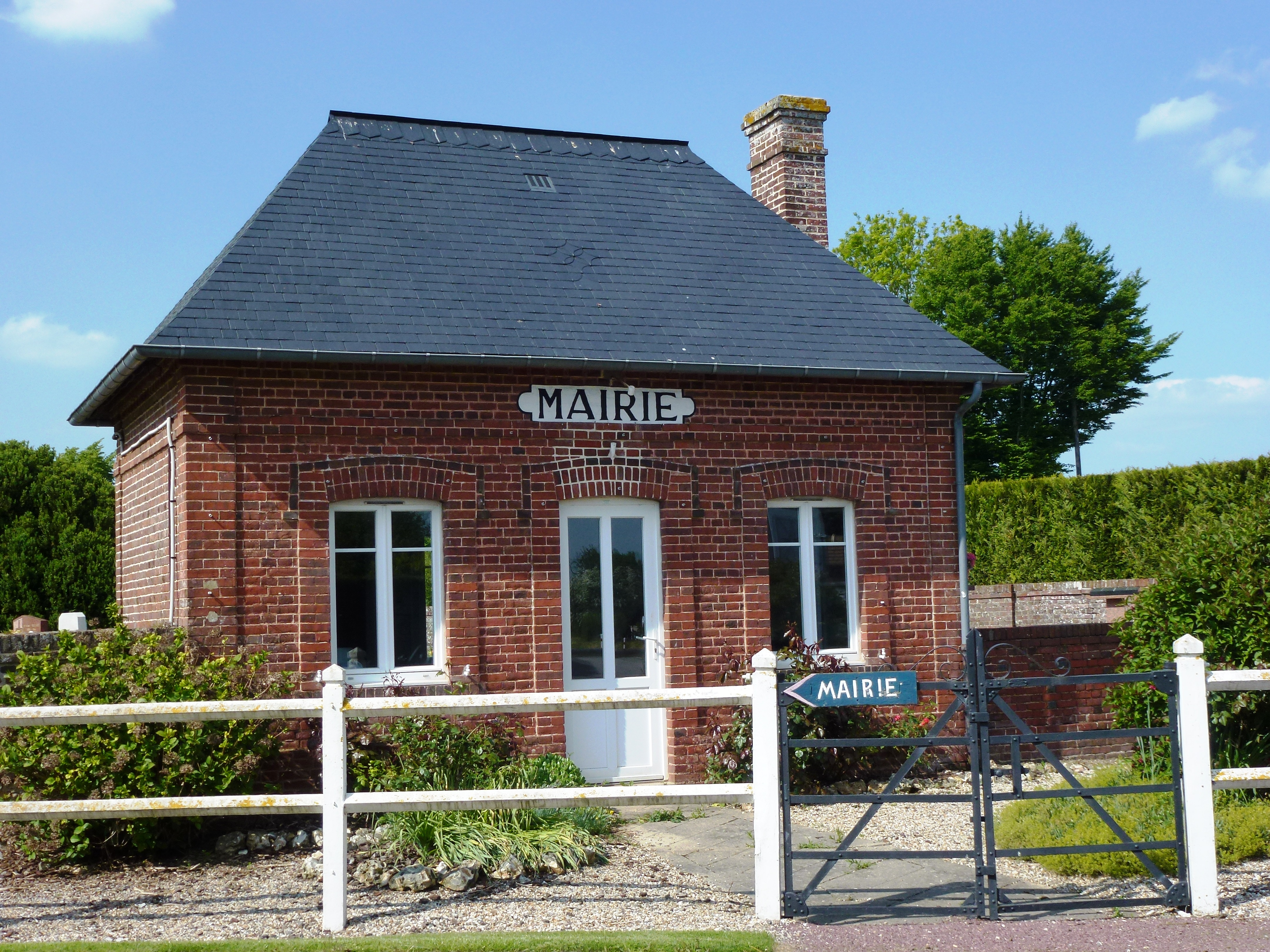
Ancienne mairie.
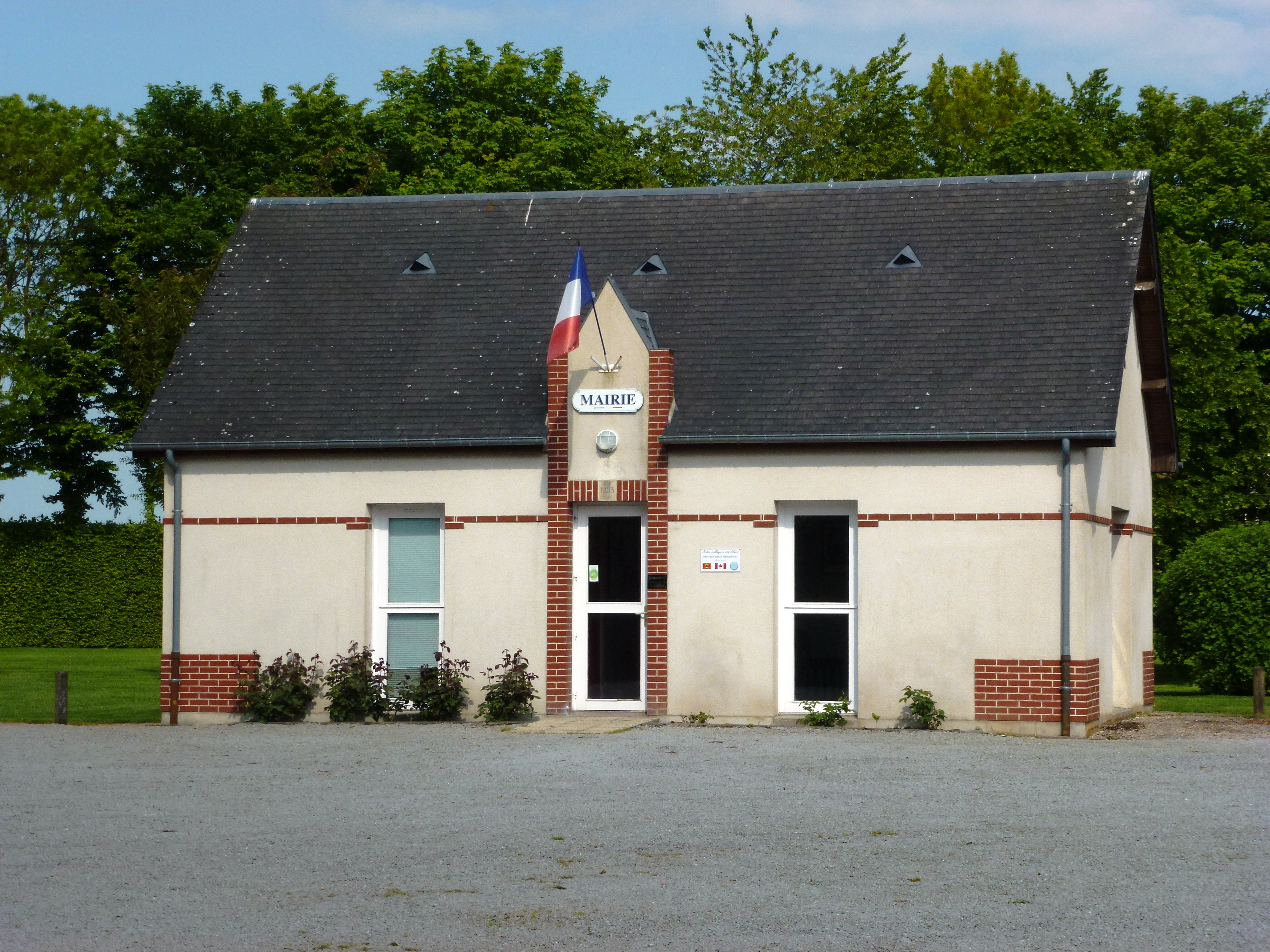
Mairie.
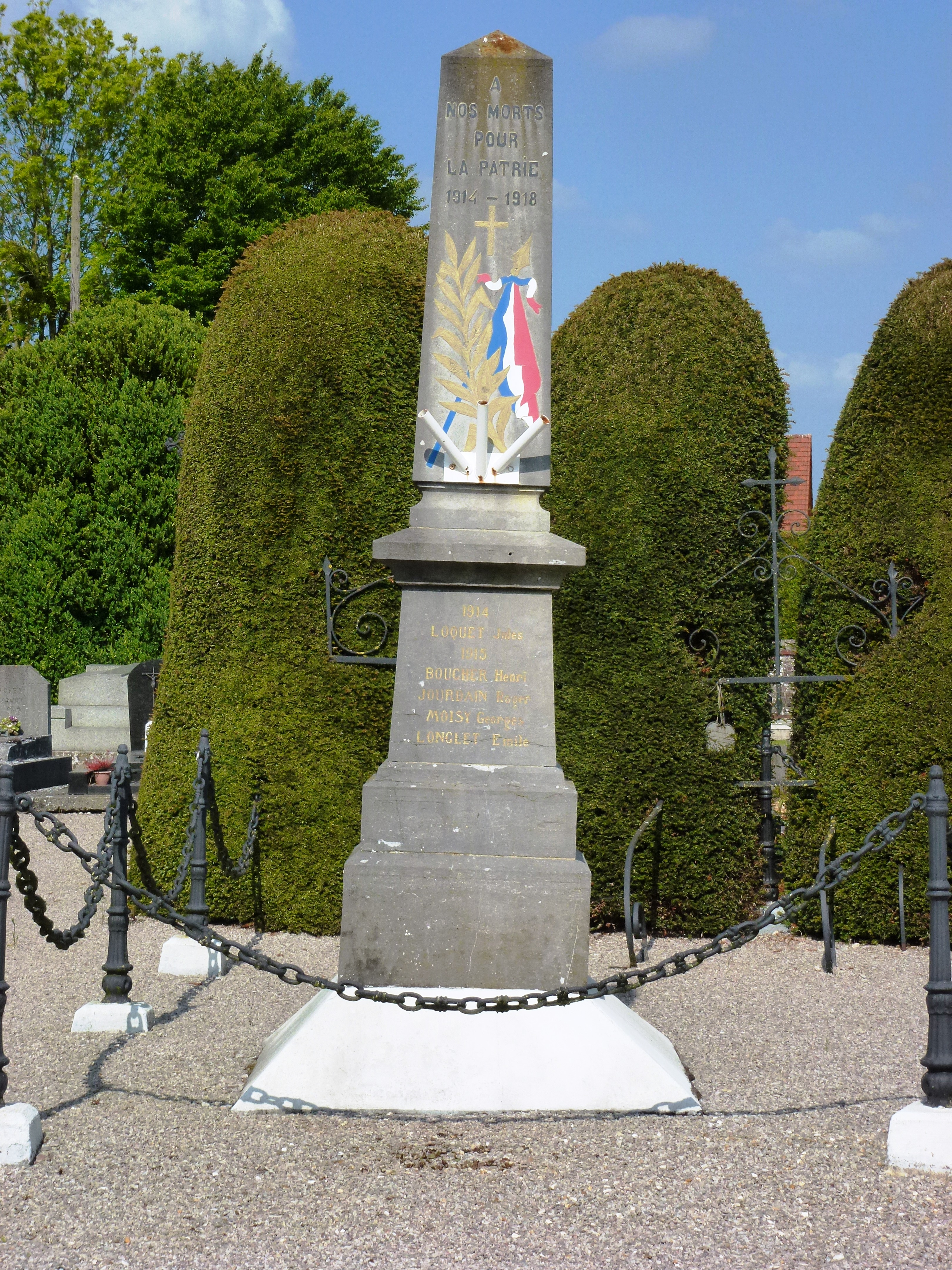
Monument aux morts.
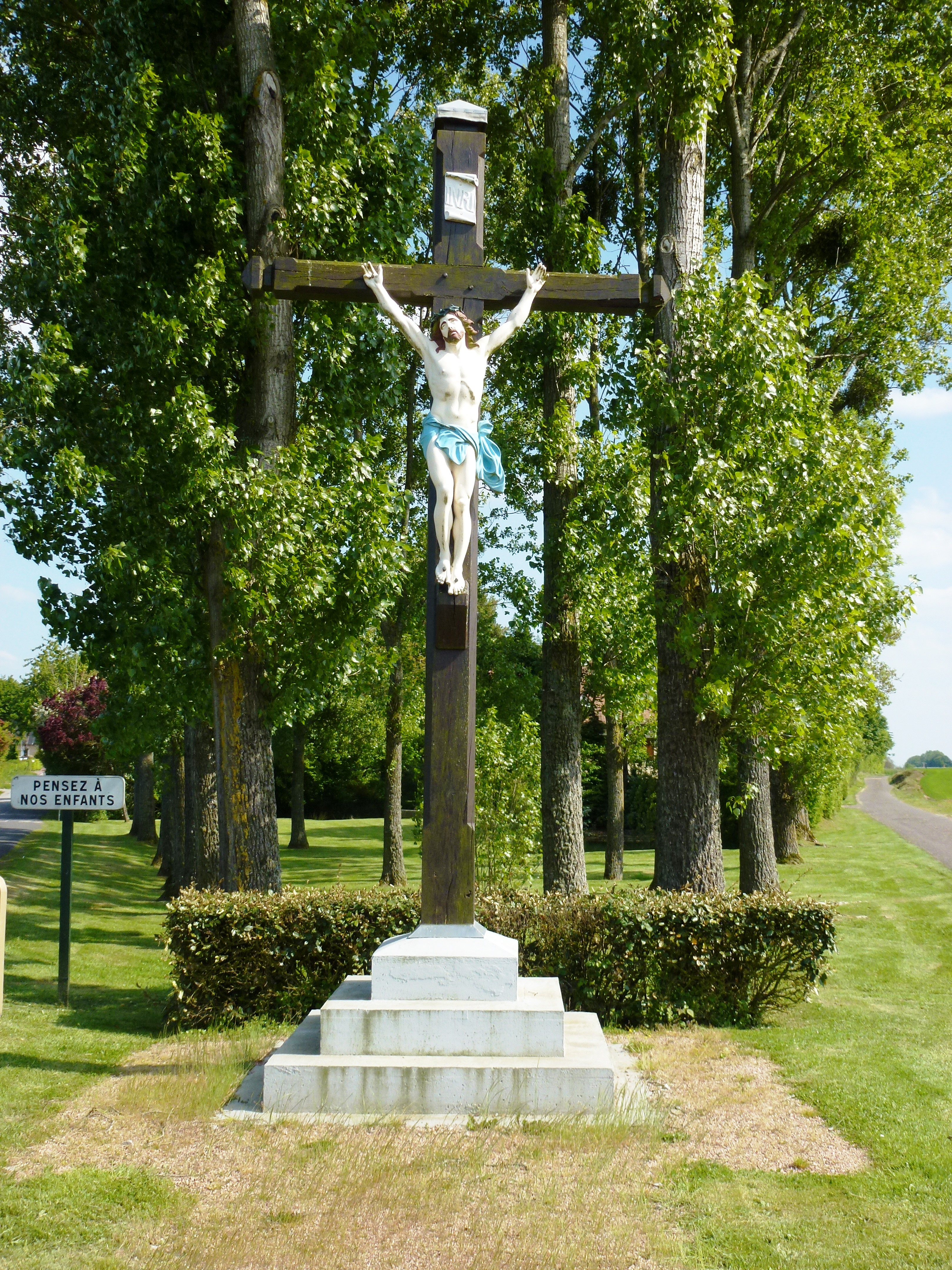
Croix de chemin.
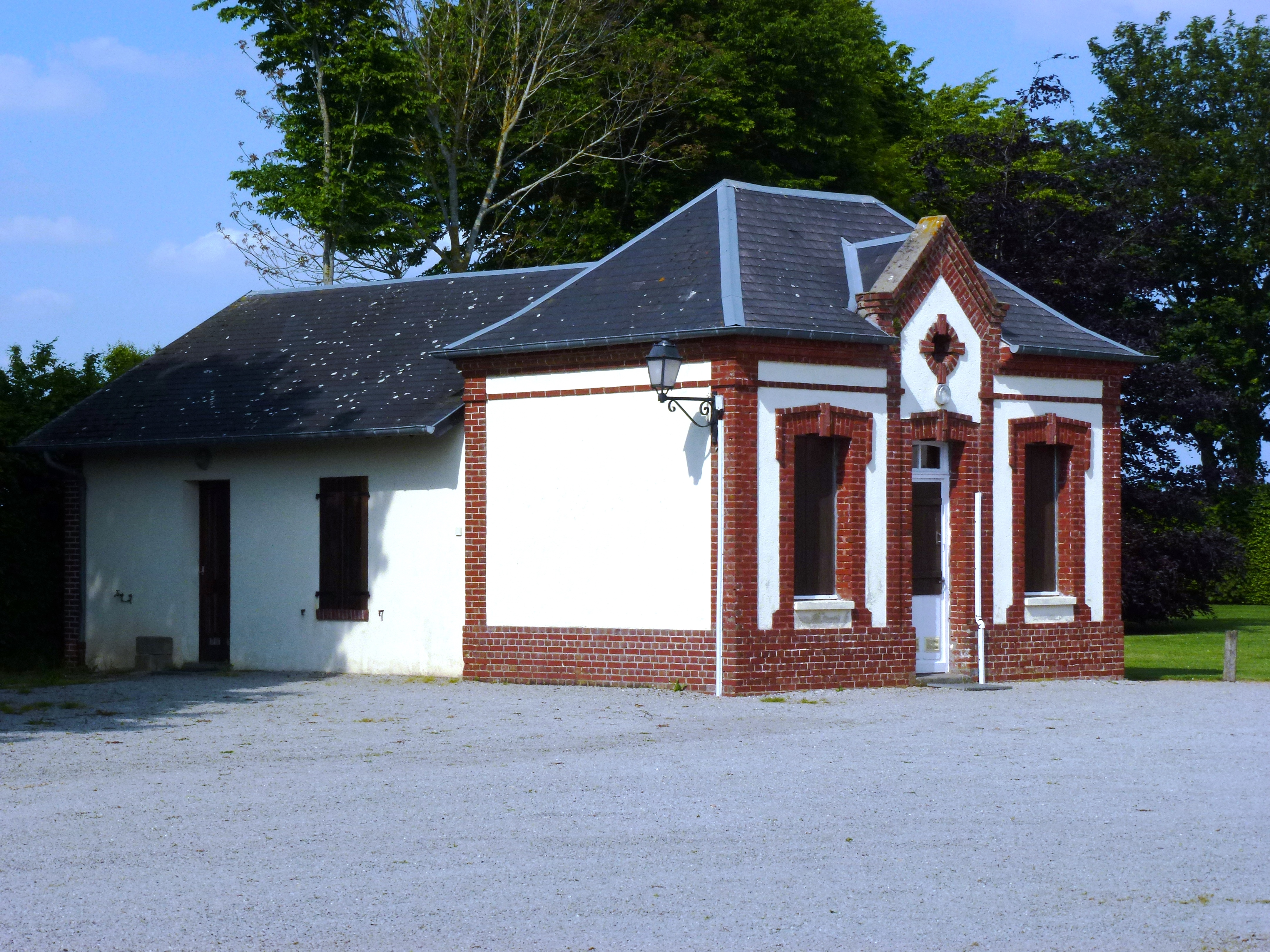
Salle des fêtes.

## Personnalités liées à la commune

### L'abbé Bessin
Alexandre-Jacques Bessin, ou l'abbé Bessin, né en 1754 à Glos-la-Ferrière et mort en mars en 1810 à Plainville (Plainville-Tour-Ménil à l'époque) était curé de cette dernière commune. Il était réputé pour ses poèmes tel « L'école des Sages » et ses liens avec les nombreux philosophes et grands écrivains de l'époque comme Voltaire ou Delille. Ce dernier venait même régulièrement en séjour au presbytère de Plainville, chez l'abbé Bessin, pour y écrire ses œuvres. Peu avant sa mort, Voltaire écrivit à l'abbé pour lui faire part de sa sympathie pour son travail et sa personne.

## Héraldique
| Blason de Plainville | Blason  | Tiercé en pairle renversé: au 1er de gueules à deux léopards d'or, armés et lampassés d'azur, l'un au-dessus de l'autre, au 2e d'azur à la gerbe de blé d'or, au 3e d'argent au taureau arrêté de gueules. |
| Blason de Plainville | Détails | Les deux léopards d'or rappellent les armoiries de la Normandie. |